# Invencible (álbum de Deny)
Invencible es el tercer álbum de estudio de la banda de post-hardcore argentino Deny.
En julio de 2014 DENY anunció el lanzamiento del nuevo disco Invencible, el día 12 de julio de 2014 con Pinhead Records.
El álbum cuenta con 10 temas más una Intro y un BonusTrack acústico llamado Un año más.
También cuenta con la tercera parte de la trilogía de Deny, Documento III (o llamado Documento #3).

## Lista de canciones
Invencible

| N.º   | Título               | Duración |  |
| 1.    | «Intro»              | 0:50     |  |
| 2.    | «Guerra Tras Guerra» | 4:38     |  |
| 3.    | «Invencible»         | 4:15     |  |
| 4.    | «La Traición»        | 3:40     |  |
| 5.    | «Nunca Dejar Caer»   | 3:30     |  |
| 6.    | «Tras Mis Pasos»     | 3:08     |  |
| 7.    | «Una Razón»          | 3:28     |  |
| 8.    | «Toulouse»           | 4:10     |  |
| 9.    | «Yo»                 | 3:54     |  |
| 10.   | «Documento III»      | 4:42     |  |
| 11.   | «Resistiendo Golpes» | 4:28     |  |
| 12.   | «Un Año Más»         | 4:39     |  |
| 44:22 |                      |          |  |

## Personal
DENY
- Nazareno Gómez Antolini - Screams
- Joaquín Ortega - Guitarra, voces claras
- Mateo Sevillano - Guitarra eléctrica
- Juan Pablo Uberti - Bajo, voces claras, screams
- Agustín Dupuis - Batería

- Datos: Q17508158